# Assunta Meloni
Assunta Meloni, född 21 april 1951, är en sanmarinsk politiker och tidigare statschef.
Meloni har studerat främmande språk vid La Sapienza i Rom och fortsatte senare sina studier i Urbino. Innan hon började med politik   arbetade hon som direktör på det pedagogiska och historiska institutet vid Republiken San Marinos universitet.
San Marinos Stora och allmänna råd valde Meloni tillsammans med Ernesto Benedettini till regerande kaptener i september 2008. Deras mandatperiod började den 1 april och slutade sex månader senare..
Meloni är gift med Fabrizio Stacchini. Paret har två barn..